# Quart (Girona)
Quart ist eine Gemeinde im Nordosten Spaniens.

## Geographie

### Geographische Lage
Quart liegt in der Provinz Girona in der Autonomen Gemeinschaft Katalonien.

### Nachbargemeinden
Als Nachbargemeinden sind Madremanya, Sant Martí Vell, Juià, Girona, Fornells de la Selva, Llambilles und Cruïlles, Monells i Sant Sadurní de l’Heura zu nennen.

### Ortsgliederung
Neben dem Hauptort Quart gibt es noch die Ortsteile Castellar de la Selva, Creueta, Montnegre, Palol d'Onyar und Sant Mateu de Montnegre.

## Geschichte

### Bevölkerungsentwicklung
| Jahr      | 1991  | 1996  | 1998  | 2001  | 2004  | 2006  |
| --------- | ----- | ----- | ----- | ----- | ----- | ----- |
| Einwohner | 2.083 | 2.123 | 2.183 | 2.362 | 2.609 | 2.637 |

## Infrastruktur und Wirtschaft
In Quart befindet sich das Klinikzentrum Rihuma.